# Francisco Zarco
Francisco Zarco né le 4 décembre 1829 à Durango, Mexique et décédé le 29 décembre 1869, est homme politique, journaliste et historien  mexicain. Il eut un rôle politique important durant la Guerre de Réforme (1857-1861), et fut Ministre des Affaires Étrangères du Mexique.